# Clifton Forge
Clifton Forge es una localidad del condado de Alleghany, Virginia, Estados Unidos. Según el censo de 2000 tenía una población de 4.289 habitantes y una densidad de población de  hab/km².

## Demografía
Según el censo, de los 1.841 hogares en el 26,1% había menores de 18 años, el 43,4% pertenecía a parejas casadas, el 14,9% tenía a una mujer como cabeza de familia y el 37,7% no eran familias. El 34,4% de los hogares estaba compuesto por un único individuo y el 19,6% pertenecía a alguien mayor de 65 años viviendo solo. El tamaño promedio de los hogares era de 2,22 personas y el de las familias de 2,80. Los hombres tenían unos ingresos medios de 27.829 $ frente a los 21.039 $ para las mujeres. La renta per cápita para la ciudad era de 15.182 $. El 19,4% de la población y el 15,1% de las familias estaban por debajo del umbral de pobreza. El 39,4% de los menores de 18 años y el 10,5% de los habitantes de 65 años o más vivían por debajo del umbral de pobreza.

## Geografía
Según la Oficina del Censo de los Estados Unidos, Clifton Forge tiene un área total de 8.0 km² de los cuales 8.0 km² corresponden a tierra firme y 0.0 km² a agua. El porcentaje total de superficie con agua es 0.0.